# Liste von Typen des Katar
Die Liste von Typen des Katar gibt einen Überblick über die Typologie dieses Dolches.
| -                 | Katar (Dolch)                                         | Katar (gebogene Klinge)            | Eingeschobener Katar | Dsulfiquar Katar                                  | Dreiklingen-Katar                        | Scherenkatar                                                                          | Kapuzenkatar                         | Pistolenkatar                                            | Kombinierter Säbel-Katar                                              |
| ----------------- | ----------------------------------------------------- | ---------------------------------- | -------------------- | ------------------------------------------------- | ---------------------------------------- | ------------------------------------------------------------------------------------- | ------------------------------------ | -------------------------------------------------------- | --------------------------------------------------------------------- |
| Bild              |                                                       |                                    |                      |                                                   |                                          |                                                                                       |                                      |                                                          |                                                                       |
| Anmerkung         | Grundform (gerade Klinge: Urdu katar)                 | gebogene Klinge engl. rounded      | eingeschobene Klinge | Doppel-Klingen teils geflammt, vergl. Dhū l-faqār | Katar mit drei Klingen                   | scherenförmige Klingen                                                                | Katar mit kapuzenförmigem Handschutz | Katar mit Pistole(n), Kombinierte Waffe                  | Katar mit langer Klinge säbel- oder degenförmig, teils mit Handschutz |
| Alternativ- namen | Khuttar, Jamadhar und weitere s. Artikel und Wikidata | engl. rounded katar arab. jam khak | slided katar         | Jamadhar-Daulikaneh                               | engl. katar with two side bichuwa-blades | dreizüngiger Schlangenzungen Khuttar, scissors- or, folded-katar, jamadhar sehlikaneh | hooded katar                         | engl. pistol-katar, dagger-cum-pistols Jamadhar-Tamancha | sword-katar                                                           |